# Milovan Petrovikj
Milovan Petrovikj (Kavadarci, Macedonia del Norte, 23 de enero de 1990) es un futbolista macedonio que juega de centrocampista en el Səbail F. K. de la Liga Premier de Azerbaiyán.

## Selección
| Selección                        | Año   | PJ | Goles |
| -------------------------------- | ----- | -- | ----- |
| Selección sub-21                 | 2011  | 3  | 0     |
| Selección de Macedonia del Norte | 2015- | 9  | 0     |

## Clubes
| Club                           | País                | Año       |
| ------------------------------ | ------------------- | --------- |
| GFK Tikvesh                    | Macedonia del Norte | 2008-2009 |
| F. K. Pobeda Prilep            | Macedonia del Norte | 2009-2010 |
| Rabotnički Skopje              | Macedonia del Norte | 2010-2016 |
| N. K. Osijek                   | Croacia             | 2016-2018 |
| Sepsi Sfântu Gheorghe (cedido) | Rumania             | 2017-2018 |
| A. E. Larisa                   | Grecia              | 2018      |
| Rabotnički Skopje              | Macedonia del Norte | 2019      |
| F. K. Sutjeska Nikšić          | Montenegro          | 2019      |
| F. K. Vardar                   | Macedonia del Norte | 2020-2021 |
| Səbail F. K.                   | Azerbaiyán          | 2021-     |